# توم إبرامز
توم إبرامز (بالإنجليزية: Tom Abrams)‏ هو كاتب سيناريو ومخرج أمريكي، ولد في 1958 في كارولاينا الشمالية في الولايات المتحدة.

## وصلات خارجية
- توم إبرامز على موقع IMDb (الإنجليزية)
- توم إبرامز على موقع ألو سيني (الفرنسية)
- توم إبرامز على موقع أول موفي (الإنجليزية)
- توم إبرامز على موقع قاعدة بيانات الفيلم (الإنجليزية)
- توم إبرامز على موقع كينوبويسك (الروسية)